# Gustav Christensen
Gustav Ørsøe Christensen (født 7. september 2004) er en dansk professionel fodboldspiller, der spiller som kantspiller for tyske Ingolstadt 04, udlejet fra Hertha BSC.

## Klubkarriere
Christensen spillede som ung i Ikast og Midtjylland, og arbejdede sig op i sidstnævntes ungdomssystemer, inden han i 2022 blev rykket op i deres reserver. Den 26. september 2019 skrev han under på sin første professionelle kontrakt med Midtjylland. Han fik sin professionelle og seniordebut med Midtjylland den 19. oktober 2022.
Den 1. juli 2023 skrev Christensen under med Hertha BSC.
Den 3. februar 2025 kom Christensen til Ingolstadt 04 på lån indtil slutningen af sæsonen.

## Eksterne links
- Gustav Christensen profil på Soccerway

- Gustav Christensen i DBU's Landsholdsdatabase